# Paoua
Paoua es una localidad situada en la prefectura de Lim-Pendé, República Centroafricana. La localidad es el lugar de origen del expresidente de la República Centroafricana, Ange-Félix Patassé.

## Historia
En 1994 se instaló electricidad en Paoua.
Paoua y sus territorios circundantes se han convertido en una especie de ciudad fantasma después de los ataques de rebeldes y soldados del gobierno en 2006 y 2007, donde gran parte de la población huyó a la selva o a campos de refugiados.
El 28 de marzo de 2013, Paoua fue capturada por los rebeldes Seleka. En enero de 2014, la ciudad fue capturada por rebeldes del grupo Revolución y Justicia. El 12 de enero de 2018, MINUSCA lanzó la operación Mbaranga para asegurar la ciudad de Paoua y obligar a los grupos armados a desplazarse 50 kilómetros de la ciudad. Posteriormente, el 28 de enero, las Fuerzas Armadas Centroafricanas fueron redesplegadas allí.
En diciembre de 2020, Paoua se convirtió en la capital de la prefectura de Lim-Pendé.